# Vladímir Pikálov
Vladímir Karpóvich Pikálov (en ruso: Владимир Карпович Пикалов; n. 15 de septiembre de 1924 en Armavir, Óblast del Sudeste - f. 29 de marzo de 2003 en Moscú, Óblast de Moscú) fue un coronel-general ruso.

## Actos de servicio
Durante la II Guerra Mundial combatió en las batallas de Moscú, Stalingrado y Kursk.
A finales de los años 60 hasta 1988 comandó las Tropas Químicas Soviéticas, y en 1986, año en el que se produjo el accidente de Chernóbil, estuvo al frente de las unidades militares especializadas en torno a la central nuclear. En diciembre del mismo año, recibió la condecoración de Héroe de la Unión Soviética por sus servicios prestados durante la crisis del desastre. Se retiró en 1989. Fue enterrado con su familia en el columbario del cementerio de Donskoy.

## En la cultura popular
- Pikalov fue interpretado por Mark Lewis Jones en la miniserie de 2019 de HBO: Chernobyl.